# Kirby Air Ride
Kirby Air Ride (カービィのエアライド, Kābī no Ea Raido) is een racespel ontwikkeld door HAL Laboratory en uitgegeven door Nintendo voor de GameCube waarin Kirby, HAL Laboratory's mascotte, de hoofdrol speelde. Het spel kwam als eerst uit in Japan op 11 juli 2003 en kwam later ook uit in Noord-Amerika op 13 oktober 2003 en in Europa op 20 februari 2004.
In plaats van in auto's te racen, biedt Kirby Air Ride spelers de kans om op hun Air Ride machines te racen. Kirby Air Ride kan worden gespeeld tot en met vier spelers, en was het eerste GameCube spel dat LAN play had, waarbij broadband adapters werd gebruikt om zo maximaal 4 GameCubes aan elkaar te koppelen.
Masahiro Sakurai, de game designer achter de meeste Kirby spellen in de Kirby serie, nam ontslag nadat hij in een publiekelijk interview had gezegd dat hij het niet eens was met de manier waarop Nintendo Kirby Air Ride had ontwikkeld.

## Gameplay

### Algemeen
Kirby Air Ride wordt voor het grootste deel gespeeld op de Air Ride machines, de voertuigen welke centraal staan binnen het spel. Dat is een belangrijk kenmerk van het Kirby-spel, naast het feit dat het zich in 3D afspeelt. De speler speelt hoofdzakelijk als Kirby, en in sommige gevallen ook als King Dedede en Meta Knight. Een aantal van de Air Ride machines komt ook voor in voorgaande Kirby-spellen, maar een groot deel is nieuw binnen de series. 
Het spel staat erom bekend dat het gespeeld kan worden met maar een paar knoppen en 2 joysticks. De control stick voornamelijk voor het sturen van Kirby en de menu-navigatie, de C-stick voor het rondkijken in-game, Start om te pauzeren, B om terug te gaan in het menu en A om te chargen en daarmee te remmen in-game. Kirby gaat namelijk automatisch vooruit op een voertuig, zonder maar een knop te hoeven indrukken. Met de A-knop of triggers (welke hetzelfde doen als de A-knop) kan de speler dus stoppen. Daarnaast kan met de control stick ook een quickspin worden uitgevoerd door snel deze joystick herhaaldelijk naar beide zijkanten te bewegen. 
Het spel kan worden gespeeld met maximaal 4 spelers in elke spelmodus. Ook kunnen er tegen computergestuurde CPU's worden gespeeld, waarvan de moeilijkheidsgraad ook aangepast kan worden, vanaf level 1 tot en met level 9, waarbij level 9 het moeilijkst is. In het spel kunnen allerlei power-ups (zoals tijdelijk sneller) en abilities (zoals vuur-ability) worden gevonden, die de speler kunnen helpen om te winnen, of juist het tegengestelde. Ook kunnen er enemies gevonden worden binnen het spel, die Kirby kan opzuigen mits hij op een voertuig zit. Dit kan Kirby ook een ability geven. 
Met voertuigen kan Kirby ook vliegen in de lucht. Het verschilt per voertuig hoe effectief dit gaat. Door ergens van af te rijden, zoals een helling of afgrond, komt Kirby dan in de lucht. Door A in te houden gaat Kirby weer naar dalen. 
Het voertuig van Kirby heeft een HP-balk. Wanneer deze op is, gaat het voertuig onherstelbaar kapot. Afhankelijk van de speelmodes heeft de speler dan verloren, of een ander nadeel. Wanneer het voertuig kapot gaat, heeft Kirby geen voertuig meer en zal hij zeer beperkt zijn in zijn mogelijkheden. De HP-balk kan ook gevuld worden door food te vinden. 
De 3 speelmodes hebben samen 3 afzonderlijke checklists, voor elke modus 1. Zo'n checklist bestaat uit 120 kleine uitdagingen die behaald kunnen worden binnen het spel, waarmee dingen unlocked kunnen worden, zoals een nieuwe kleur voor Kirby. De uitdagingen zijn te zien als blokken in een grote vierkant. Wanneer de speler alle uitdagingen heeft gehaald voor een spelmodus, dan is die vierkant vol. Dit is dan ook hoe men het spel uitspeelt: door in alle 3 de speelmodes alle 120 uitdagingen te halen. 

### 3 speelmodes
Het spel kent 3 speelmodes, Air Ride, Top Ride en City Trial, waarvan City Trial verreweg het meest uitgebreid is. 

#### Air Ride
Binnen deze modus moet de speler racen voor de eerste plaats in verschillende spelwerelden. Vooraf kan een voertuig worden uitgekozen. De spelwerelden zijn Single Races, racebanen die dikwijls lijken op gebieden uit andere Kirby-games. Ook kan de speler Laps instellen of Time, dit bepaalt of de speler kan winnen door - respectievelijk - het eerste een aantal banen af te leggen, of door de meeste afstand af te leggen binnen een bepaalde tijd. Ook is er een Free Run modus waarin de speler vrij kan rondrijden en records kan bijhouden voor de snelste aflegging van een Lap.

#### Top Ride
In Top Ride moet de speler ook racen. In deze modus speelt de speler echter van bovenaf. De racebanen zijn anders en er kunnen slechts 2 verschillende voertuigen worden uitgekozen. 

#### City Trial
Binnen deze modus heeft de speler een aantal minuten (maximaal 7 min.) de tijd om vrij rond te rijden door een spelwereld dat eruitziet als een stad met verschillende thema's. De spelwereld wordt ook wel City genoemd. De speler kan zogenoemde patches vinden, die Kirby en zijn voertuig beter kunnen maken op vele vlakken afhankelijk van welke soort patches, zoals de snelheid, de aanvalskracht, de totale HP. Ook verschijnen er vele boxes, waarin voornamelijk patches, food, abilities en power-ups gevonden kunnen worden. Er zijn blauwe, groene en rode boxes. De boxes kunnen verschillende inhoud hebben, afhankelijk van deze 3 kleuren. 
De speler begint altijd op de Compact Star in City Trial, en kan vooraf dus niet kiezen met welk voertuig hij/zij wil beginnen. In deze spelmodus heeft Kirby de bijzondere eigenschap dat hij kan lopen wanneer hij zonder voertuig zit. Lopend kan Kirby op zoek gaan naar de vele voertuigen die kunnen  verschijnen binnen de City, en deze gebruiken. Ook kan Kirby afstappen van het voertuig waarop hij zit. Wanneer Kirby's voertuig wordt vernietigd, is hij deze kwijt en verliest hij een deel van zijn patches. 
Tijdens de City Trial kunnen er ook events plaatsvinden, welke verschillende verrassingen kunnen hebben voor de speler, waaronder patches. Ook kunnen er Legendary Parts gevonden worden van 2 speciale voertuigen, exclusief voor deze speelmodus. Het gaat om de Hydra en de Dragoon. Elk vereist dat er 3 stukken verzameld moeten worden door Kirby, en dat kan alleen wanneer hij op een voertuig zit. De stukken zijn te vinden in red boxes die binnen de City verschijnen. 
Na afloop van de ingestelde minuten, is de City Trial voorbij en moeten de spelers met hun patches en voertuigen het tegen elkaar opnemen in één van de vele Stadiums. De winnaar hiervan, wint de City Trial, en dat is dan ook het uiteindelijke doel van deze modus: zo goed mogelijk voorbereiden op de Stadium door in de City meer patches en betere voertuigen te krijgen dan de tegenstander, of zelfs door de tegenstander uit te schakelen met een aanval met bijvoorbeeld een ability. De Stadiums kunnen verschillende uiteenlopende wedstrijden zijn, niet alleen racen, maar ook zo ver mogelijk vliegen, zo hoog mogelijk vliegen, zo veel mogelijk enemies verslaan binnen een bepaalde tijd, tegen elkaar vechten of samenwerken tegen King Dedede, een soort eindbaas in deze modus. 
Vooraf een City Trial kan de speler verschillende instellingen aanpassen, bijvoorbeeld het aantal minuten, welke soort Stadium er komt en Events in- of uitschakelen. Verder is er ook een Free Mode, waarin de speler oneindig veel tijd heeft om de City alleen of met andere spelers te verkennen, zonder CPU's en zonder al het extra's dat een normale City Trial heeft, zoals de patches, events en voertuigen verschijnen allemaal niet binnen de City. Wat exclusief is aan deze modus, is dat vooraf een voertuig kan worden uitgekozen en in de ondergrondse garage alle voertuigen te vinden zijn. 

## Ontvangst
| Beoordeeld door        | Jaar | Score |
| ---------------------- | ---- | ----- |
| Kombo.com              | 2003 | 90%   |
| Super Play             | 2004 | 80%   |
| GamePro (US)           | 2003 | 80%   |
| Gamers.at              | 2004 | 72%   |
| Game Informer Magazine | 2003 | 70%   |
| GameSpy                | 2003 | 60%   |
| Nintendo Life          | 2012 | 60%   |
| GameSpot               | 2003 | 51%   |
| Game Revolution        | 2003 | 42%   |
| 1UP                    | 2004 | 40%   |

## Competitie
Sinds 2018 hebben er toernooien plaatsgevonden voor Kirby Air Ride, met redelijke grote prijzen. Deze toernooien vonden plaats via een zogenaamde "Netplay" functie van computersoftware genaamd Dolphin Emulator. Spelers speelden online via deze software op de computer. De toernooien werden georganiseerd door een grote gemeenschap genaamd "The Kirby Workshop", deze bevindt zich op Discord. Hierover is meer te vinden op de website van deze gemeenschap, te vinden op https://web.archive.org/web/20220311025619/https://www.kirbyairri.de/netplay.html.